# Diecezja Ibarra
Diecezja Ibarra (łac. Dioecesis Ibarrensis) – rzymskokatolicka diecezja w Ekwadorze należąca do metropolii Quito. Została erygowana 29 grudnia 1862 roku.

## Ordynariusze
- José Ignacio Checa y Barba  1866 – 1868
- Antonio Thomas Yturalde 1869 – 1876
- Pedro Rafael González Calisto 1876 – 1893
- Federico Gonsalez y Suárez 1895 – 1905
- Ulpiano Maria Perez y Quinones 1907 – 1916
- Alberto Crespo Maria Ordóñez 1916 – 1930
- Alessandro Pasquel 1931 – 1934
- Cesar Antonio Mosquera Corral 1936 – 1954
- Silvio Luis Haro Alvear 1955 – 1980
- Juan Ignacio Larrea Holguín 1980 – 1983
- Luis Pérez Calderón Oswaldo 1984 – 1989
- Antonio Arregui Yarza 1995 – 2003
- Julio César Terán Dutari S.J. 2004 – 2011
- Valter Maggi 2011 - 2018
- Segundo René Coba Galarza (od 2019)